# هيميتوس
هيميتوس، أو هيميتو (باليونانية: Ymīttós Υμηττός ، بالإنجليزية:Hymettos) هي سلسلة جبال في منطقة أثينا، في شرق اليونان الوسطى. وهو معروف بالعامية بتريللوس أو تريللوفونو (الجبل المجنون)، وهو اسم من أصل غير مؤكد. في العصور القديمة كان هناك ملاذ لزيوس أومبرايوس (زيوس إله المطر) على القمة وفيه العديد من العروض التي يرجع تاريخها إلى قرون 8-7 قبل الميلاد على وجه الخصوص. وهي حاليًا في موقع قاعدة عسكرية وغير متاحة للجمهور. هناك أيضاً كوخ أثرى لرجل مناجم على المنحدرات الغربية من الجبل، وهو يعتبر واحد من مبنيين قديمين في أتيكا مازالا يحتفظان بسطحيهما.
يصل ارتفاع جبال هيميتوس إلى 1026 م عند إفزوناس وطولها إلى مسافة 16كم (9.9 ميل) بين أثينا وخليج سارونيك وعرضها إلى 6-7 كم من الشرق إلى الغرب. في العصور القديمة، كان معروفا عن أعلى نقطة فيها أنها تعرف بميجا إميتوس وإلاتونا الجنوبية (Ελάττονα) وأنيدرو إميتو (Άνυδρο Υμηττό). اليوم تسمى Μαυροβούνι وتعنى الجبل الأسود) وأيضاً كونترا (Κόντρα). وأشتهرت جبال هيميتوس بإنتاج عسل الزعتر. كما كان يتم استخرج الرخام منها منذ العصور القديمة. والمجتمعات المجاورة التي تحيط بالجبال هي أثينا، زوغرافو، قيصرياني، فيروناس، إليسا (منطقة من زوغرافو)، إميتوس، هيليوبوليس، أرغيروبولي، إلينيكو، غليفاذا، فولا وفولياجميني في الغرب، وفاركيزا، فاري، ماركوبولو، وبايانيا في الشرق، وباباجو، خولارغوس، آغيا باراسكيفي، غيراكاس وغليكا نيرا في الشمال. معظم الغابات المحيطة بالجبال تقع في الشمال، وجزء كبير من الجبال صخري، أُزيل منه الغابات، ومغطى بالأعشاب ومكون من الحجر الجيري.
ويواجه الجزء الأكبر من حرمى جامعة أثينا الرئيسية وجامعة أثينا التقنية الوطنية و (التان تسميان مجتمعتان «مدينة الجامعة») المنحدر الغربي للجبال. وتقع «مدينة الجامعة» بين «هيميتوس الدائري» - وهو طريق دائري مربوط بطريق أتيكا أودوس السريع ويحتوى على خمسة تقاطعات تبدأ ب Y ومملوء بالأنفاق - والزحف العمراني لأثينا. أيضاً تقع منطقة الإرسال الخلوية لجميع محطات التلفزيون والإذاعة الرئيسية في أعلى الجبل. وتحيط بسلسلة جبال تقريباً بالكامل مناطق حضرية مبنية. ويُقصر الوصول إلى قمة الجبل إلا لمركبات صيانة الأبراج.
تقريبا كل أثيناً، بضواحيها الشرقية والمطار الجديد يمكن أن تُرى من أعلى هذة الجبال، إلى جانب جبال بارنيثا في شمالها الغربى، وبنتلي إلى شمالها وأيغاليو إلى غربها. مناطق الوديان التي تخلق أوطى مرات في الجبال تقع إلى الجنوب وتوجد منطقة منها في أقصى الجنوب.
تحوى سلسلة الجبال على حوالي ستة إلى سبعة مدافن للنفايات في الجزء الغربي وآخر في الجزء الشرقي.

## وصلات خارجية
- الخرائط والصور الجوية
  - خريطة الشوارع: خريطة الشوارع من مابكويست  أو ماببونت.
  - صور الأقمار الصناعية: جوجل.
- مشروعات بيئية متعلقة بالجبال:
  - الرصد الصوتي التلقائي (الأتوماتيكى) وجرد للتنوع البيولوجي (بالإنجليزية).